# Raymond Fritz
Raymond Edouard Clément Fritz (* 9. Dezember 1898 in Paris; † 28. Oktober 1979 in Angers) war ein französischer Sprinter, der sich auf den 400-Meter-Lauf spezialisiert hatte.
Bei den Olympischen Spielen 1924 in Paris wurde er Fünfter in der 4-mal-400-Meter-Staffel und erreichte über 400 m das Viertelfinale.